# 겔랑 (브랜드)
겔랑(Guerlain)은 프랑스의 향수, 화장품, 스킨케어 회사이며 세계에서 가장 오래된 회사 중 하나이다. 많은 전통적인 겔랑 향수는 "겔리나드"로 알려진 공통적인 후각적 조화가 특징이다.
이 회사는 1828년 조향사 피에르-프랑수아 파스칼 겔랑이 파리에 설립했다. 1994년 프랑스의 다국적 기업 LVMH에 인수될 때까지 겔랑 가문이 운영했다.
본점은 파리 샹젤리제 거리 68번지에 있다.

## 역사

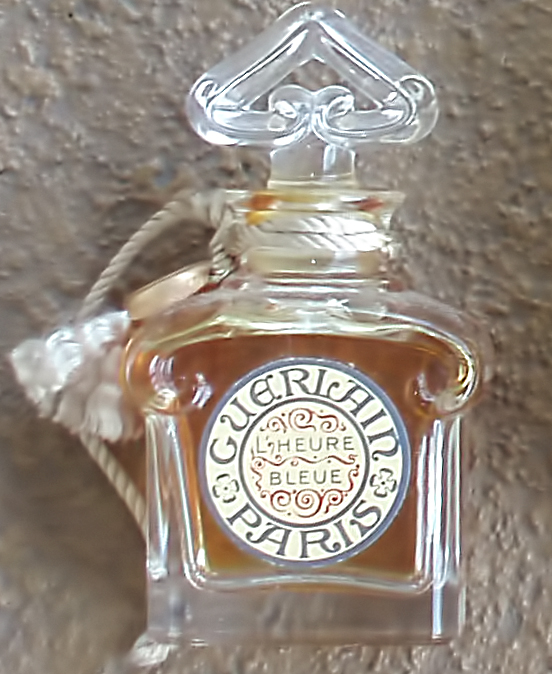
겔랑의 L'Heure Bleue

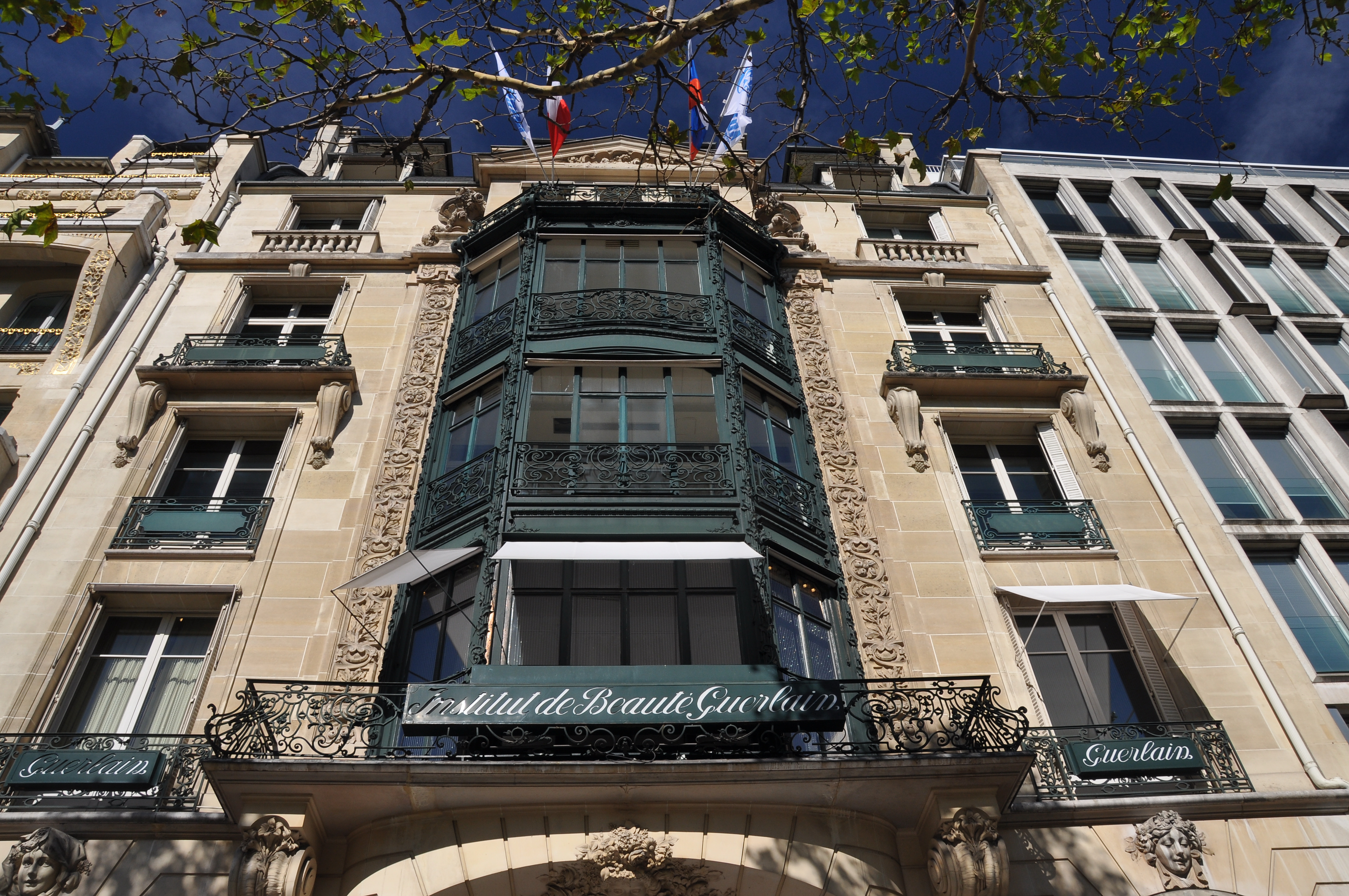
파리 샹젤리제 거리에 있는 겔랑 부티크

겔랑 하우스는 1828년 설립부터 1994년까지 겔랑 가문의 일원들이 소유하고 관리했다. 1994년에 럭셔리 브랜드 전문 프랑스 다국적 투자 기업인 LVMH 그룹에 인수되었다.

### 시작
겔랑 하우스는 1828년 피에르-프랑수아 파스칼 겔랑이 파리 리볼리로 42번지에 자신의 향수 가게를 열면서 설립되었다. 회사의 창립자이자 초대 조향사였던 피에르-프랑수아는 두 아들 에메와 가브리엘의 도움을 받아 맞춤형 향수를 제조하고 만들었다. 지속적인 성공과 상류층의 후원을 통해 겔랑은 1840년 뤼 드 라 페 15번지에 본점을 열고 파리 패션계에 이름을 알렸다.
피에르-프랑수아 휘하의 회사의 성공은 1853년 프랑스 황제 나폴레옹 3세와 그의 스페인-프랑스인 아내인 외제니 황후를 위한 오 드 코롱 앵페리알을 만들면서 절정에 달했다. 이 향수로 피에르-프랑수아는 "폐하의 공식 조향사"라는 명예로운 칭호를 얻었다. 겔랑은 이후 영국의 빅토리아 여왕과 스페인의 이사벨라 2세 여왕을 비롯한 여러 왕족을 위한 향수를 만들었다.

### 2세대
1864년 피에르-프랑수아의 죽음과 함께 회사는 그의 아들 에메 겔랑과 가브리엘 겔랑에게 넘어갔다. 조향사와 경영자의 역할은 두 형제에게 나뉘었으며, 가브리엘은 회사를 관리하고 확장했으며, 에메는 수석 조향사가 되었다. 이로써 겔랑 하우스는 수석 조향사의 직위가 겔랑 가문을 통해 계승되는 오랜 전통을 시작했다.
겔랑의 2세대 내부 조향사로서 에메는 플뢰르 드 이탈리(1884), 로코코(1887), 오 드 코롱 뒤 코크(1894)를 포함한 많은 고전적인 작품들을 만들었다. 그러나 많은 사람들은 그의 가장 위대한 작품이 1889년의 지키라고 주장할 것이다. 지키는 오드코롱이 아닌 "파르펭"으로 묘사된 최초의 향수였으며, 천연 추출물과 함께 합성 성분을 사용한 최초의 향수 중 하나였다.

### 3세대

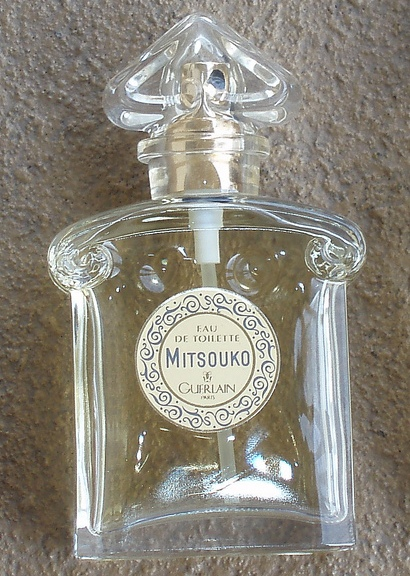
겔랑의 미쓰코

사업은 가브리엘 겔랑의 아들들인 자크 겔랑과 피에르 겔랑에게 넘어갔다. 에메의 조카인 자크는 겔랑의 세 번째 수석 조향사가 되었다. 그는 현대 향수 산업에서 여전히 높이 평가되는 겔랑의 가장 유명한 고전 작품들을 많이 만들었다. 그의 향수 중 많은 것들이 오늘날에도 여전히 판매되고 마케팅되고 있다. 자크 겔랑의 가장 중요한 작품으로는 무슈아 드 무슈 (1904), 아프레 롱데(1906), 뢰르 블뢰(1912), 미쓰코 (1919), 겔랑의 대표 향수 샬리마르 (1925), 그리고 볼 드 뉘(1933)가 있다. 자크는 그의 마지막 향수 오드 (1955)를 당시 18세였던 손자 장-폴 겔랑의 도움을 받아 만들었다.

### 4세대
장-폴 겔랑은 마지막 가문 수석 조향사였다. 그는 겔랑의 고전 남성 향수 베티베르 (1959)와 아비 루주(1965)를 만들었다. 그는 또한 샹 다르옴(1962)과 샤마드 (1969)를 만들었다. 1975년부터 1989년까지 그는 조향사 안 마리 사제와 협력하여 나헤마 (1979), 자르딘 드 바가텔 (1983), 더비 (1985), 그리고 삼사라 (1989)를 만들었다. 그의 후기 작품으로는 에리타주 (1992), 코리올란 (1998), 그리고 베티베르 푸르 엘 (2004)이 있다. 장-폴 겔랑은 2002년에 은퇴했지만, 2010년 프랑스 텔레비전에서 자신의 향수 삼사라의 영감에 대해 인종차별적인 발언을 한 후 해고될 때까지 후임자의 고문 역할을 계속했다. 겔랑 가문 내에서 뒤를 이을 상속자가 없었기 때문에, 수석 조향사의 역할은 더 이상 가문 승계에 묶여 있지 않다.

### LVMH에 의한 인수
전통과의 단절로 널리 여겨지는 결정으로, 겔랑 가문은 1994년 회사를 사치품 대기업 LVMH에 매각했다. 장-폴 겔랑은 2002년까지 사내 조향사로 남아 있었지만, 1994년 이후 다른 조향사들이 겔랑을 위한 향수를 만들도록 영입되었고, 장-폴은 자신의 작품을 다른 조향사들의 작품과 함께 제출해야 했다. 회사의 팬들은 LVMH의 인수를 전설적인 회사의 유산을 싸구려로 만들고 상업화하는 단계로 보았다. 대부분은 장-폴 겔랑의 작품 대신 올리비에 크레스프가 작곡한 1996년 첫 LVMH 출시작인 달콤한 미모사 플로럴 샹젤리제에 불만을 가졌다.

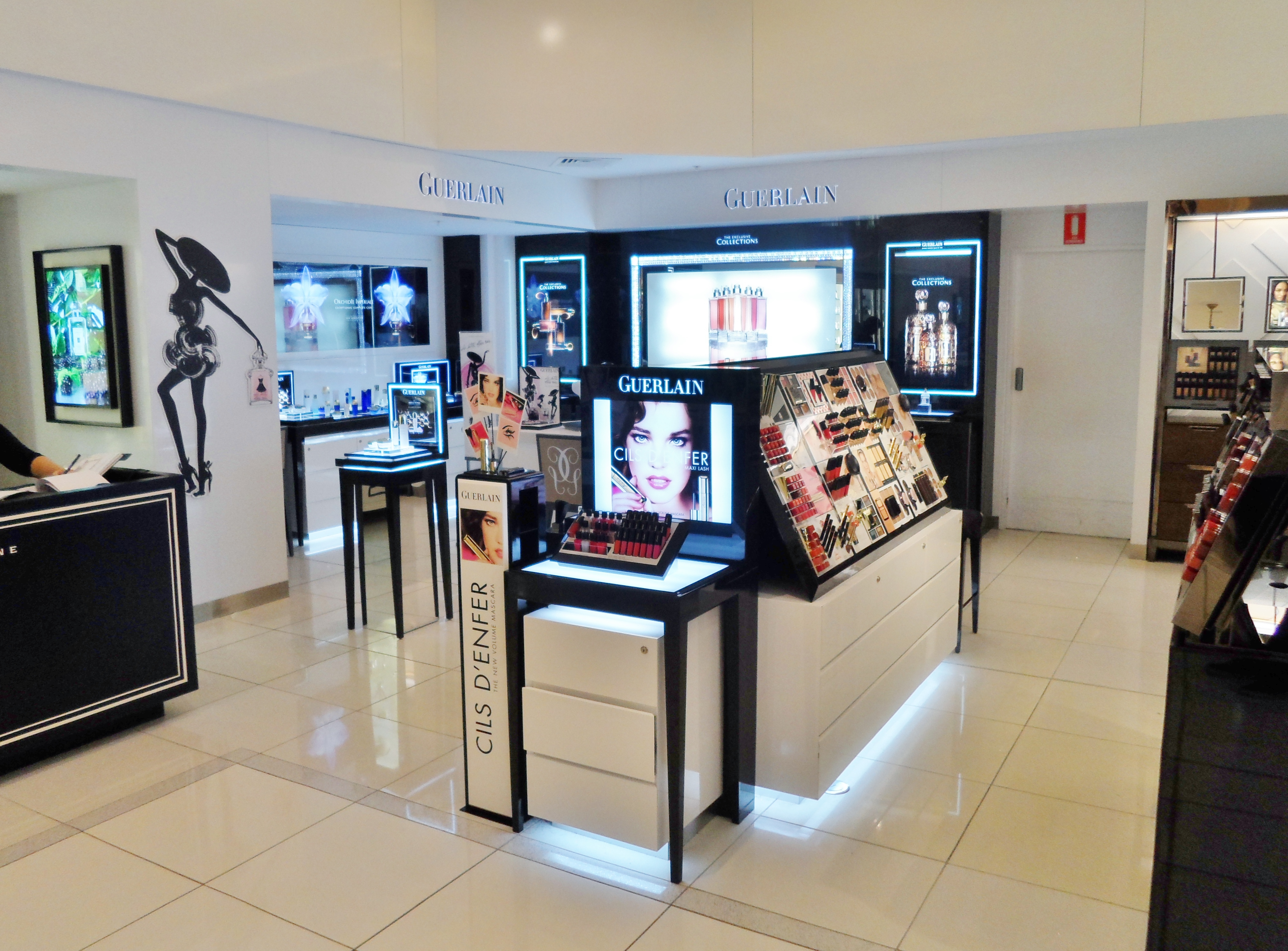
시드니의 호주 백화점 데이비드 존스에 있는 겔랑

1994년 이후 회사를 위해 향수를 작곡한 외부 조향사 중에는 1990년대 후반과 2000년대 초반에 겔랑에서 일했던 마틸드 로랑이 있었다. 그녀는 아쿠아 알레고리아 팜플루네 (1999)와 샬리마르 라이트 (2003, 장-폴 겔랑에게 다시 귀속되었고 재구성 후 2004년에 재출시되었다)를 작곡했다. 시므리스의 조향사 모리스 루셀은 랭스탕 드 겔랑 (2004)과 인솔런스 (2006)를 작곡했다. 장-자크 겔랑의 조카인 일부는 파트리샤 드 니콜라이가 겔랑의 사내 조향사 후보였을 것이라고 생각했지만, 회사 내 유리 천장의 존재로 인해 그녀의 선정이 불가능했다.
2008년 5월, 티에리 바서는 겔랑의 사내 조향사로 임명되었다. 이전에 피르메니히에서 일했던 스위스 조향사인 바서는 이듬해 임명되기 전에 겔랑을 위해 아이리스 가나슈 (2007)와 콴 비앙 라 플루이 (2007)를 만들었다. 장-폴 겔랑은 향수 디자인 및 재료에 대한 자문 컨설턴트 역할을 계속했다. 바서는 겔랑의 예술 감독인 실바인 들라쿠르트와 긴밀히 협력할 예정이었다. 2010년, LVMH 그룹은 장-폴 겔랑이 프랑스 텔레비전에서 인종차별적인 발언을 한 후 그와의 컨설턴트 관계를 끊었다.
러시아 모델 나탈리야 보댜노바는 2008년부터 겔랑 캠페인의 얼굴이었다. 보댜노바는 향수 회사의 180주년을 기념하기 위해 샬리마르 광고를 시작했다. 2013년 가을 메이크업 컬렉션을 위해 2000년부터 겔랑의 메이크업 크리에이티브 디렉터인 올리비에 에쇼데메종은 "매 시즌 우리는 나탈리아의 이미지로 환상에 빠지고 그녀를 위해 새로운 역할을 발명합니다. 우리에게 그녀는 단지 화장품을 광고하는 모델이 아니라 무엇보다도 위대한 여배우입니다"라고 말했다.
2011년 10월, 회사는 말레이시아 여배우 양자경을 새로운 홍보 모델로 선정했다. 양자경은 오르키데 임페리알 스킨케어 라인의 앰배서더이다.
2018년, 겔랑은 꿀벌 보호에 대한 인식을 높이기 위한 이니셔티브를 시작했으며, 이는 2021년에 전 세계적으로 시작되었다. 이 이니셔티브의 일환으로 회사는 친구들을 초청하여 오늘날의 젊은이들 사이에서 인식을 높이기 위한 Bee School Sessions을 주도하도록 했다. 영국 대사 카미유 샤리에르는 2023년 5월 노팅힐의 햄프던 거니 초등학교에서 Bee School Session을 가르쳤다.
2024년 2월, 에미라티 예술가이자 가수인 발키스 파티는 중동 지역의 브랜드 홍보대사가 되었다.

## 제품

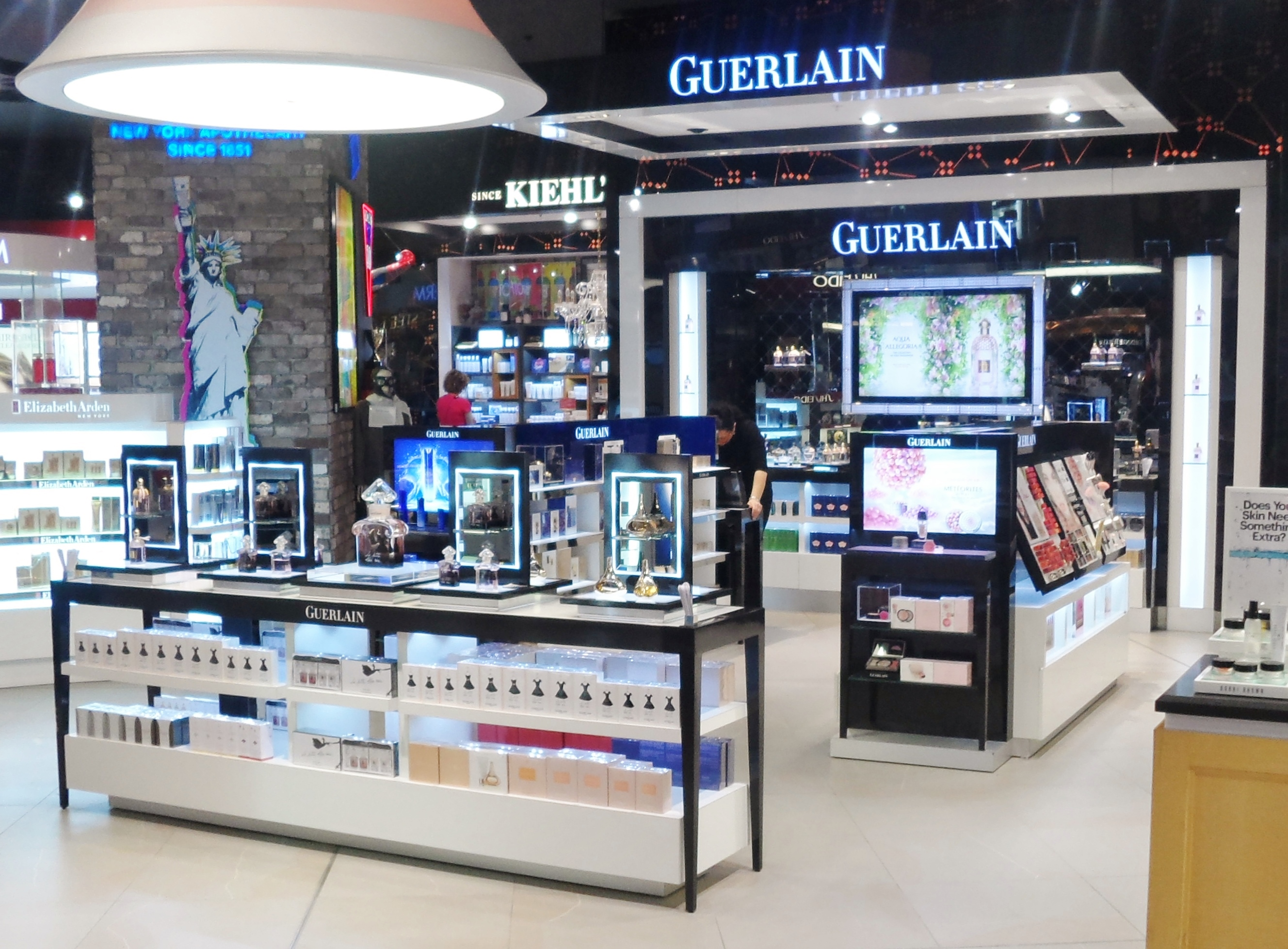
시드니 공항 면세점의 겔랑 매장

겔랑의 작품들은 지키, 샬리마르, 베티베르, 그리고 라 프티트 로브 누아르와 같은 향수들로 오랫동안 향수 트렌드에 영향을 미쳤다. 겔랑은 향수 생산 및 판매만을 목적으로 하는 몇 안 되는 오래된 회사들 (예: 까롱) 중 하나이다. 샤넬과 장 파투와 같은 향수 산업의 많은 브랜드들은 사실 패션 하우스 또는 다국적 기업의 한 부서로, 브랜드 이름을 라이선스한다. 향수 외에도 오늘날 겔랑은 다양한 메이크업 및 스킨케어 제품을 제공하기 위해 확장했다. 겔랑 제품은 백화점 내 서비스 카운터와 같은 LVMH 브랜드인 세포라와 같은 뷰티 스토어에서 전 세계적으로 판매된다. 겔랑은 또한 13개의 국제 뷰티 및 스파 '부티크'를 운영하고 있으며, 프랑스 내에는 5개 (파리에 2개)가 있다.

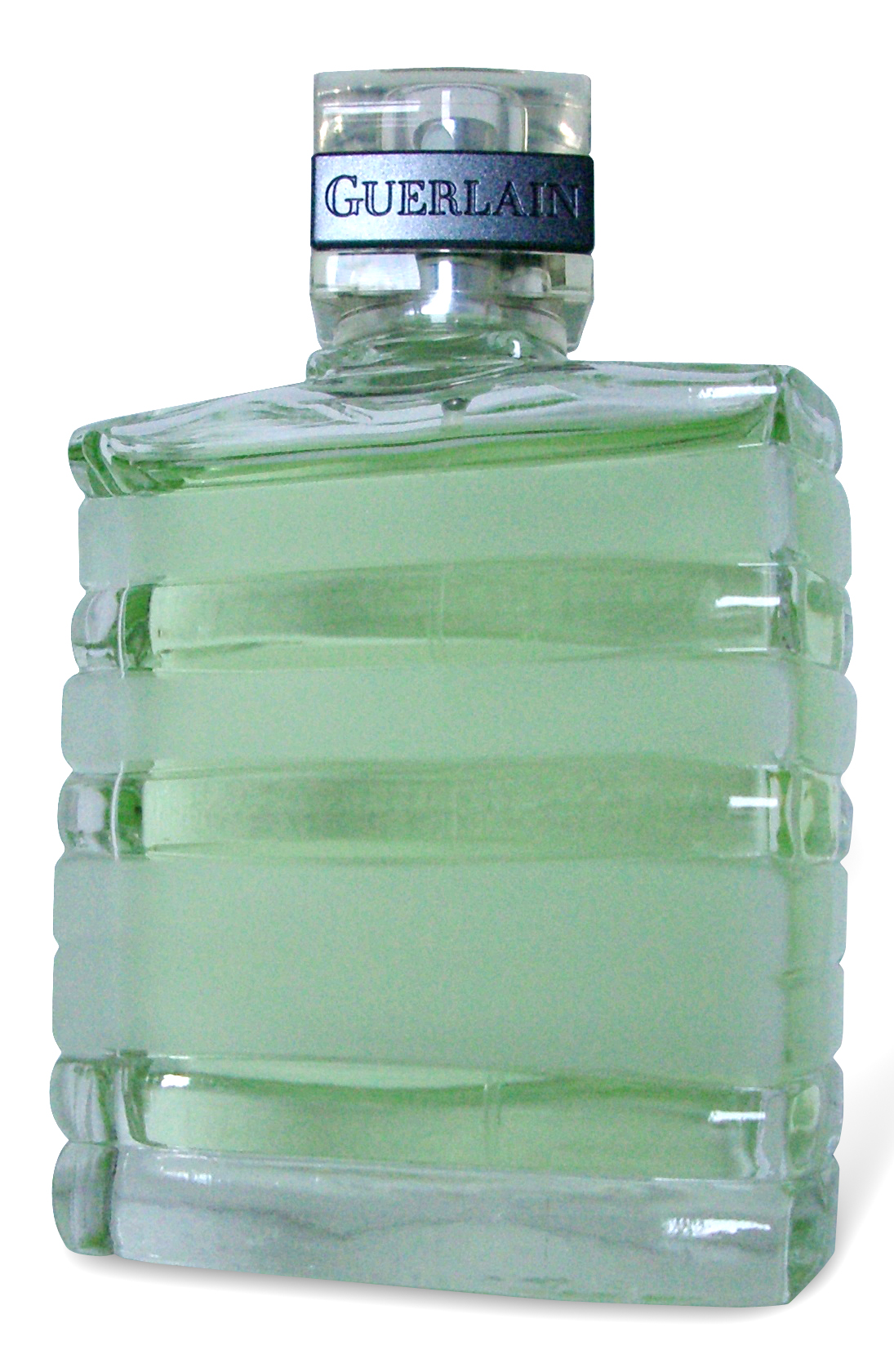
겔랑의 베티베르. 2000년 로베르 그라나이가 디자인한 유리 플라콘

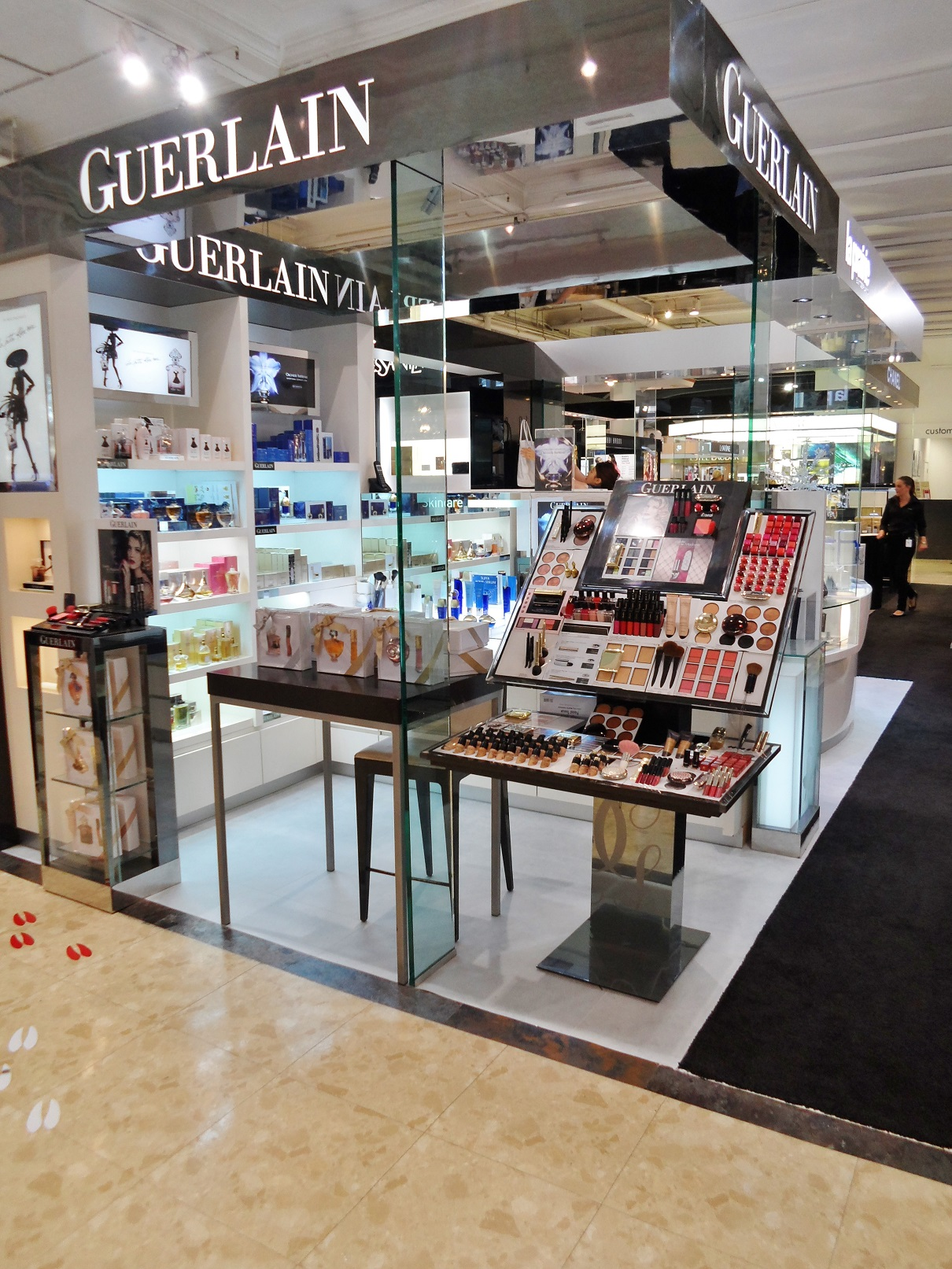
오클랜드 퀸 스트리트의 뉴질랜드 백화점 스미스 & 코기스의 작은 카운터

### 향수
1828년 설립 이래 겔랑은 600가지 이상의 향수를 만들었다. 회사에서 가장 주목할 만한 (지속성, 판매 또는 문화적 영향 측면에서) 향수는 다음과 같다:
| 이름                            | 연도 | 상세 |
| ------------------------------- | ---- | --- |
| 오 드 코롱 앵페리알             | 1830 | (fr): 겔랑은 1830년에 이 이름으로 처음 코롱을 출시했지만, 1853년 프랑스 황제 나폴레옹 3세의 아내인 외제니 황후가 채택하면서 널리 알려졌다. 그녀는 그 구성을 너무 좋아하여 겔랑을 황실의 공식 코롱 및 세면도구 공급업체로 지정했다. 풍부한 라임과 라임 꽃 향이 특징인 고전적인 오드코롱이다. 한 세기 반이 지난 지금도 이 코롱은 꾸준히 생산되고 있다. |
| 지키                            | 1889 | fr: 에메 겔랑이 그의 조카 자크에게 붙여준 별명에서 따왔거나, 영국에서 학생 시절 에메의 마음을 아프게 한 소녀의 이름에서 따왔다고 전해지는 지키는 최초의 "현대적인" 향수이자, 향수로 불린 최초의 향수로 널리 알려져 있다. 지키는 조성에 합성 향료 (바닐린 및 쿠마린)를 통합한 최초의 향수 중 하나였다. 아로마틱 푸제르 향수인 이 향수는 시벳의 애니멀릭 향 위에 라벤더와 바닐라의 주요 노트로 유명하다. 겔랑은 여성 향수로 판매했지만, 처음에는 남성에게 더 성공적이었고 인기 있는 남녀공용 향수로 입증되었다. 120년이 지난 지금도 지키는 판매되고 있으며, 이는 계속 생산되는 가장 오래된 비코롱 향수이다. |
| 오 드 코롱 뒤 코크              | 1894 | 뛰어난 허브, 라벤더, 시트러스 향이 특징인 고전적인 코롱. |
| 무슈아 드 무슈                  | 1904 | 남성을 위해 만들어진 아로마틱 푸제르 향수로, 향기로운 라벤더와 세미 오리엔탈 베이스로 지키의 향기 프로필과 가깝다. 20세기 대부분 동안 매우 제한적으로 유통되었으나 1990년대 초에 더 널리 사용 가능하게 되었다. |
| 아프레 롱데                     | 1906 | fr: 이 향수의 이름은 '소나기 후'를 의미한다. 아프레 롱데는 쓴 아몬드를 연상시키는 가벼운 플로럴 향수로, 아니스와 허브 향이 특징이다. 바이올렛, 아이리스, 헬리오트로프, 산사나무, 아니스, 허브 향이 포함되어 있다. |
| 뢰르 블뢰                       | 1912 | fr: '푸른 시간'을 의미하는 뢰르 블뢰는 오래된 약제사에서 산 사탕과 아몬드 케이크의 어두운 향이 나는 플로럴 오리엔탈 향수이다. 파우더리한 조화는 아프레 롱데와 유사하지만, 뢰르 블뢰는 더 밀도가 높고 풍부하며 더 과자 같은 특성을 가지고 있는 반면, 아프레 롱데는 더 플로럴하고 가볍고 투명한 느낌이다. 아프레 롱데와 뢰르 블뢰 모두 종종 멜랑콜리한 향으로 인식된다. |
| 미쓰코                          | 1919 | fr: 클로드 파레르의 소설 라 바타유의 여주인공 이름을 따서 명명된 미쓰코는 제1차 세계 대전의 종결을 알리는 것으로 알려져 있다. 전쟁 말기 병목 현상으로 인해 뢰르 블뢰와 동일한 병에 담겨 판매되었으며, 때로는 그 향수의 따뜻한 상대편으로 간주되기도 한다. 구조는 코티의 오래전에 단종된 1917년 향수 시프르를 기반으로 하며, 복숭아와 아이리스 향이 추가되었다. 코티의 향수가 더 이상 생산되지 않으므로, 미쓰코는 오늘날 유명한 향수 비평가이자 리뷰어인 루카 투린에 의해 시프르 향기 가족의 기준 향수로 간주된다.                                                                                         |
| 오 드 플뢰르 드 세드라          | 1920 | 이 고전적인 코롱은 시트론 과일 향, 레몬, 네롤리, 허브 및 기타 향을 강조한다. |
| 샬리마르                        | 1925 | fr: 샤 자한이 아내를 기리기 위해 라호르에 지은 정원의 이름을 따서 명명된 샬리마르는 세계에서 가장 유명한 오리엔탈 향수 중 하나이며, 바닐린을 대량으로 성공적으로 통합한 최초의 향수 중 하나였다. 샬리마르 향은 베르가못, 스모크, 통카 콩, 아이리스, 바닐라 등 많은 향들이 폭포처럼 겹겹이 쌓여 조밀하게 구성되어 있다. 이것은 겔랑 하우스의 대표 향수이다. |
| 리우                            | 1929 | 푸치니의 오페라 투란도트에 나오는 비극적인 인물 리우의 이름을 딴 리우는 1921년에 출시된 큰 성공을 거둔 샤넬 넘버5에서 영감을 얻었다고 전해지는 알데하이드성 플로럴 향수이다. 넘버5처럼 재스민-로즈 하트 어코드 위에 알데하이드를 특징으로 한다. 아르페쥬나 샤넬 넘버5와 같은 알데하이드성 향수에 비해 잘 알려지지 않았지만 이 향수는 단종된 적이 없다. |
| 수 르 방                        | 1933 | 이 이름은 리워드 제도의 프랑스어 용어인 일 수 르 방(Îles Sous-le-Vent)을 의미한다. 이 향수는 프랑스에서 생애 대부분과 경력을 보낸 무용수, 가수 및 프랑스 레지스탕스 회원 조세핀 베이커를 위해 작곡되었다고 한다. 타라곤, 갈바눔, 오크모스 향이 나는 그린 시프르 향수였으며, 1972년에 단종되었다. |
| 볼 드 뉘                        | 1933 | fr: 조종사 앙투안 드 생텍쥐페리의 동명 소설과 에어 프랑스를 기념하며 비행에 대한 경의를 표하기 위해 작곡된 이 향수는 아이리스, 갈바눔, 수선화, 오크모스 향이 나는 그린, 세미 오리엔탈 시프르 향수이다. 볼 드 뉘의 갈바눔 사용은 뚜렷한 그린 향을 특징으로 하는 최초의 향수 중 하나가 되었다. |
| 베가                            | 1936 | 이 플로럴 알데하이드 향수는 밤하늘에서 가장 밝은 별인 베가에서 영감을 받았다. 나무 향 위에 재스민과 일랑일랑 꽃의 하트 노트에 알데하이드를 겹겹이 쌓았다. 이 향수는 1960년대까지 단종되었지만 2006년에 한정판으로 재출시되었다. |
| 베티베르                        | 1959 | 이 향수는 장-폴 겔랑이 겔랑의 사내 조향사로 취임한 후 처음 만든 향수였다. 남성용 향수로, 회사의 이전 베티베르 향수를 대체하기 위해 만들어졌으며 원래 멕시코 시장을 겨냥했다. 원래 구성은 오드코롱이었지만, 1980년대에 오드투알렛으로 강화되었다. |
| 샹 다르옴                       | 1962 | 젊은 여성을 위해 디자인되고 판매된 샹 다르옴 ('향기의 노래')은 오크모스, 베티베르, 재스민 위에 시트러스와 인동덩굴 향이 나는 부드러운 시프르 향수이다. 당시 꽤 인기가 있었지만, 현재는 겔랑의 더 잘 알려지지 않은 향수 중 하나이다. |
| 아비 루주                       | 1965 | 남성용 최초의 오리엔탈 향수로 여겨지는 아비 루주는 베르가못, 우드, 향신료, 오포파낙스 및 앰버의 조밀한 구성이다. 베티베르와 마찬가지로 원래 오드코롱이었지만 1980년대에 남성용 오드투알렛으로 재구성되었다. |
| 샤마드                          | 1969 | fr: 프랑수아즈 사강의 소설에서 이름을 딴 샤마드는 갈바눔의 뚜렷한 탑노트가 히아신스, 블랙커런트 새싹, 바닐라를 포함한 핵심 노트로 이어지는 플로럴 오리엔탈 향수이다. 프랑스어로 샤마드는 빠르게 두드리는 드럼 소리나 적에게 항복 협상을 제안하는 트럼펫 소리로 이루어지는 특정 신호를 의미한다. 화살에 꿰뚫린 거꾸로 된 심장을 상징하는 병에 담겨 있으며, 사랑에 대한 완전한 항복을 상징한다고 한다. |
| 오 드 겔랑                      | 1974 | 오 드 겔랑은 겔랑 자체의 오 드 코롱 앵페리알, 오 드 코롱 뒤 코크, 오 드 플뢰르 드 세드라와 같은 고전적인 코롱에서 영감을 받은 남녀공용 시트러스 향수이다. 베르가못, 레몬, 버베나, 네롤리, 오크모스 등의 향이 포함되어 있다. |
| 파뤼르                          | 1975 | 프랑스어에서 파뤼르는 일반적으로 목걸이, 브로치, 귀걸이로 이루어진 일치하는 보석 세트를 의미하며, 때로는 팔찌와 티아라가 포함되기도 한다. 자두, 라일락, 장미, 오크모스 향이 특징인 프루티 시프르 향수이다. 인기의 하락과 국제향료협회 및 유럽 연합의 일부 성분에 대한 규제로 인해 2000년대 초에 단종되었다. |
| 나헤마                          | 1979 | 이 플로럴 오리엔탈 향수는 온화하고 순종적인 마하네와 불같고 열정적인 나헤마라는 쌍둥이 딸을 가진 술탄의 전설에서 영감을 받았다. 주로 장미 향을 중심으로 만들어진 나헤마는 새로 발견된 화학 물질 중 하나인 다마세논을 특징으로 하는 초기 향수 중 하나로, 깊고 과일 같은 장미 향을 가지고 있다. 파뤼르와 마찬가지로 나헤마는 판매 성공작은 아니었지만, 오드파르펭은 여전히 판매 중이다. |
| 자르딘 드 바가텔                | 1983 | 파리 서쪽 외곽 불로뉴 숲 내에 조성된 정식 정원의 이름을 딴 자르딘 드 바가텔은 목련, 재스민, 튜베로즈, 샌달우드 향이 나는 화이트 플로럴 향수이다. |
| 더비                            | 1985 | 남성용 드라이 우디-가죽 향인 더비는 겔랑에서 판매 성공작이 아니었다. 이 향수는 향신료, 샌달우드, 가죽, 오크모스, 자작나무 수액, 담배 향을 특징으로 한다. 이 향수는 1990년대부터 주기적으로 판매되었지만 2021년에 단종되었다. |
| 삼사라                          | 1989 | fr: 장-폴 겔랑과 안 마리 사제가 작곡한 이 향수는 재스민, 일랑일랑, 샌달우드를 주된 향으로 특징짓는 강렬한 오리엔탈 향수이다. 이 이름은 힌두교 및 남아시아의 많은 다른 종교에서 윤회, 즉 탄생, 삶, 죽음, 그리고 환생의 순환을 의미한다. |
| 에리타주                        | 1992 | 이 향수는 라벤더, 고수, 패출리, 샌달우드 향이 나는 남성용 아로마틱, 스파이시, 우디 향수이다. 오드투알렛으로 출시되었으며, 나중에 오드파르펭으로도 출시된 몇 안 되는 겔랑 남성용 향수 중 하나이다. |
| 샹젤리제                        | 1996 | LVMH에 매각된 후 회사에서 출시된 첫 번째 주요 향수이자, 겔랑 가문 구성원이 작곡하지 않은 첫 번째 향수. 1904년 겔랑 향수, 파르펭 데 샹젤리제에서 이름을 빌렸지만, 1996년 샹젤리제는 완전히 새로운 구성이었다. 밝고 달콤한 미모사 기반의 플로럴 향이다. |
| 아쿠아 알레고리아 팜플루네      | 1999 | 팜플루네는 1999년 겔랑이 젊은 소비자들의 마음을 사로잡기 위해 단순하고 신선하며 가벼운 구성으로 출시한 오리지널 아쿠아 알레고리아 향수 5가지 중 하나였다. 자몽, 블랙커런트 새싹, 패출리 향이 나는 햇살 가득한 자몽 중심의 시트러스 향수이다. |
| 아쿠아 알레고리아 허바 프레스카 | 1999 | 오리지널 아쿠아 알레고리아 향수 5가지 중 생산이 중단된 적이 없는 두 번째 향수인 허바 프레스카는 허브 향, 녹차, 스피어민트가 가미된 가볍고 신선한 그린 향수이다. |
| 마호라 / 마요트                 | 2000 | 재스민, 튜베로즈, 일랑일랑, 바닐라 향이 나는 강렬한 플로럴 오리엔탈 향수 마호라는 인도양 남동 아프리카 해안에 위치한 프랑스 해외 데파르트망인 마요트 섬 주민들의 프랑스 데모님에서 이름을 따왔다. 겔랑의 주요 출시작이었지만 판매 부진으로 빠르게 단종되었다. 2005년에는 독점 라인으로 마요트라는 이름으로 재등장했지만, 2010년대 중반에 다시 단종되었다. |
| 랭스탕 드 겔랑                  | 2003 | 이 범위의 또 다른 플로럴 오리엔탈 향수인 랭스탕은 시트러스와 꿀 향으로 시작하여 바닐라와 앰버 위에 목련과 흰 꽃의 조화로 이어진다. |
| 인솔런스                        | 2006 | 인솔런스는 바이올렛, 아이리스, 오렌지 블러섬 향으로 뢰르 블뢰와 같은 겔랑의 초기 플로럴 오리엔탈 향수로 회귀하면서, 레드 프루트와 화이트 머스크의 새롭고 현대적인 향을 더했다. |
| 겔랑 옴므                       | 2008 | 겔랑 옴므의 탑 노트는 스위트 라임, 페퍼민트, 럼이 포함된 "모히토 어코드"를 나타내며, 패출리, 시더, 베티버의 우디 베이스 위에 있다. |
| 이딜                            | 2009 | 2008년 겔랑의 사내 조향사로 취임한 티에리 바서가 작곡한 첫 번째 주요 향수이다. 이딜은 프루티 향, 장미, 패출리, 화이트 모스가 가미된 부드럽고 현대적인 시프르 향수이다. |
| 라 프티트 로브 누아르           | 2012 | "리틀 블랙 드레스"를 기념하는 이 향수는 델핀 젤크가 작곡하고 2009년에 소리 소문 없이 출시된 동명의 한정판 향수의 우연하고 예상치 못한 성공 이후 탄생했다. 그 인기는 겔랑이 2011년에 두 번째 한정판을 출시하도록 설득했고, 그것 또한 성공적임이 입증되자 2012년에 회사는 2009년의 프티트 로브 누아르 구성의 수정 버전을 대량 시장 향수로 출시했다. |
| 롬 이데알                       | 2014 | 겔랑의 6년 만의 첫 주요 남성용 출시작인 롬 이데알 ('이상적인 남자')은 시트러스 탑 노트와 시더우드와 패출리 위에 달콤한 아마레토 노트의 하트를 가진 편안한 푸제르 향수이다. |
| 몽 겔랑                         | 2017 | 원래 지키의 현대적인 상대로 영감을 받은 몽 겔랑은 라벤더, 재스민, 바닐라, 샌달우드가 특징인 달콤한 오리엔탈 향수이다. |

## 더 읽어보기
- Collectif, Dictionnaire des parfums - 10e édition 1990–1991, Sermadiras, 1990
- Stamelman, R: "Perfume – Joy, Scandal, Sin. A cultural history of fragrance from 1750 to the present day", Rizzoli, 2006
- 엘리자베스 드 페이도, "Le roman des Guerlain Parfumeurs de Paris", Flammarion, 2017, 363 p. (lire en ligne)
- Pierre-Roland Saint-Dizier (scénario), Li-An (dessin), "Guerlain, Le prince des parfums, 1ère époque, Pierre-François-Pascal (1798/1864)", bande dessinée, Glénat, 2018
- Laurence Benaïm, "Paris, capitale de Guerlain", Flammarion, 2021